# Postern Gap
Postern Gap är ett bergspass i Antarktis. Det ligger i Västantarktis. Argentina, Chile och Storbritannien gör anspråk på området. Postern Gap ligger 468 meter över havet.
Terrängen runt Postern Gap är huvudsakligen kuperad, men åt nordost är den platt. Trakten är obefolkad. Det finns inga samhällen i närheten. 